# Greatest Hits Live...and More
Greatest hits live...and more y Toto live es el primer álbum en vivo de Toto del álbum de estudio, Past to Present 1977-1990

## Listado de canciones
1. «Intro (Child's Anthem)» (Paich) - 3:34
2. «Africa» (Porcaro/Paich) - 7:06
3. «Georgy Porgy» (Paich) - 6:07
4. «I'll Be over you» (Lukather/Randy Goodrum) - 5:13
5. «David Paich Solo Spot» (Paich) - 2:50
6. «I Won't Hold You Back» (Lukather) - 5:42
7. «Little Wing» (Jimi Hendrix cover) - 4:07
8. «Without Your Love» (Paich) - 7:46
9. «English Eyes» (Porcaro/Porcaro) * (lead vocals: Jackie McGhee) - 4:30
10. «Rosanna» (Paich) - 7:33
11. «Afraid of Love» (Lukather/Porcaro/Paich) - 4:10
12. «Hold the Line» (Paich) - 4:35
13. «Bonus Materials» - 10:01

## Integrantes
- Jean-Michel Byron
- Steve Lukather
- Jeff Porcaro
- David Paich
- Mike Porcaro
- John Jessel
- Jackie McGhee

- Datos: Q5601361